# 11e division d'infanterie (Australie)
Pour les articles homonymes, voir 11e division.
La 11e division est une unité de l'armée australienne formée pendant la Seconde Guerre mondiale par le changement de nom de la Milne Force en décembre 1942. 
Principalement une formation de milice, le rôle principal de la division pendant la guerre était de servir de quartier général de commandement de base, bien que certains éléments participent à des actions en Nouvelle-Guinée contre les forces japonaises pendant la campagne des monts Finisterre et en Nouvelle-Bretagne. Elle est dissoute en juillet 1946.

## Commandants
Les officiers suivants ont commandé la 11e division:
- Major général Cyril Clowes
- Brigadier Murray Moten
- Major-général Arthur Samuel Allen
- Major-général Allan Boase
- Major-général Alan Ramsay
- Major-général Kenneth Eather